# Laughing Boy
Laughing Boy è un film del 1934 diretto da W. S. Van Dyke e interpretato da Ramón Novarro e Lupe Vélez. La sceneggiatura si basava sul romanzo Laughing Boy di Oliver La Farge, pubblicato a Boston nel 1929.
Venne girato nella Navajo Indian Reservation, in Arizona. Il film era prodotto dalla MGM e uscì nelle sale il 13 aprile 1934.

## Trama
Laughing Boy incontra a una festa tribale Slim Girl, una bellissima donna cresciuta tra i bianchi, da cui lui resta affascinato. Spinto dalla ragazza a partecipare a una corsa di cavalli, viene disarcionato per colpa di un altro concorrente, Red Man, un indiano appartenente a un'altra tribù. Deciso a conquistare Slim Girl, Laughing Boy sfida subito il rivale a un incontro di lotta. Dopo aver vinto, il giovane navajo dichiara il suo amore a Slim Girl, incontrando però la disapprovazione di suo padre che, come altri navajo, reputano la ragazza una prostituta. Dopo un romantico incontro al chiaro di luna, la mattina seguente la donna si ritrova sola, abbandonata da Laughing Boy, che si vergogna di quella relazione. Di nuovo sola, Slim Girl torna tra i bianchi, riprendendo il suo posto accanto a George Hartshone, un ricco ma brutale mandriano.
Laughing Boy però non riesce a dimenticare la donna che va a cercarlo tra le colline. Riuniti, i due amanti si sposano. Ma la vita della tribù è dura per Slim Girl che, nonostante tutti i suoi sforzi per adeguarsi alla tradizione navajo, viene continuamente criticata dai suoceri. Sola e senza amicizie, Slim Girl spinge il marito ad andare in paese dove lui, che è un esperto argentiere, potrà vendere i suoi argenti che gli consentiranno di aumentare il gregge delle loro capre. Slim Girl, poi però ne approfitta per assentarsi da casa. Quando Laughing Boy va a cercarla, la trova tra le braccia di Hartshone. Furioso, scocca una freccia contro il mandriano ma, per errore, colpisce la moglie che gli muore tra le braccia, chiedendogli perdono e promettendo di aspettarlo in cielo.

## Produzione
Il film fu prodotto dalla W.S. Van Dyke Production, presentato dalla Metro-Goldwyn-Mayer (MGM), controlled by Loew's Incorporated. Le riprese del film furono effettuate da metà novembre 1933 al 31 gennaio 1934.

## Distribuzione
Il copyright del film, richiesto dalla Metro-Goldwyn-Mayer Corp., fu registrato il 7 aprile 1934 con il numero LP4617. Il film fu distribuito nelle sale USA il 13 aprile 1934.